# Tesfu Tewelde
Tesfu Tewelde (ur. 21 lipca 1997) – erytrejski lekkoatleta specjalizujący się w biegach średniodystansowych.
W 2013 został wicemistrzem świata juniorów młodszych na dystansie 1500 metrów.

## Osiągnięcia
| Rok  | Impreza                               | Miejsce     | Konkurencja         | Lokata     | Wynik   |
| ---- | ------------------------------------- | ----------- | ------------------- | ---------- | ------- |
| 2013 | Mistrzostwa Afryki juniorów młodszych | Warri       | bieg na 1500 metrów | 6. miejsce | 3:49,29 |
| 2013 | Mistrzostwa świata juniorów młodszych | Donieck     | bieg na 1500 metrów | 2. miejsce | 3:42,14 |
| 2015 | Igrzyska afrykańskie                  | Brazzaville | bieg na 1500 metrów | 8. miejsce | 3:48,75 |

## Rekordy życiowe
- Bieg na 1500 metrów – 3:41,03 (2015)